# Allen-fülesmaki
Az Allen-fülesmaki (Galago alleni) az emlősök (Mammalia) osztályának a főemlősök (Primates) rendjéhez, ezen belül a fülesmakifélék (Galagidae) családjához tartozó faj.

## Elterjedése, élőhelye
Kamerun, Egyenlítői-Guinea és Nigéria területén honos. Természetes élőhelye a  trópusi és szubtrópusi lombhullató erdők.

## Megjelenése
Hosszú fülei vannak. Szőre szürkésbarna színű. Testhossza 155–240 mm, testtömege 200-445 g. A farok hosszú, bozontos.

## Életmódja
Az Allen-fülesmaki éjjel aktív. Táplálékának a 75%-át gyümölcsök teszik ki, nála kisebb emlősöket, kétéltűeket, tojásokat, rovarokat és szárazföldi ízeltlábúakat fogyaszt. Vadonban legfeljebb 8 évig él, fogságban átlagosan 12 évig él.

## Szaporodása
A hímek és a nőstények 8-10 hónaposan ivarérettek. A párzási időszak egész évben tart. A nőstény a 133 napos vemhesség végén átlagosan egy 24 grammos kölyköt hoz világra. Az elválasztás 6 hetesen történik.